# Monte Ošten
Il monte Ošten (in russo Оштен?) è un picco montuoso nella parte occidentale del Gran Caucaso (Repubblica di Adighezia e Territorio di Krasnodar), in Russia. Assieme a monti Pšecha-Su e Fišt forma un unico massiccio. Sono separati l'uno dall'altro da una sella che corre in direzione sud-sud-est.
È alto 2804 m, costituito solo da calcari e ha  una zona ben delimitata di prati alpini. Dal massiccio scendono i fiumi Pšecha (che scorre verso nord) e Belaja (che si dirige a sud).
Ci sono vie di arrampicata con grado di difficoltà 1b e 2b.